# Myoictis wallacei
Myoictis wallacei — вид хижих сумчастих ссавців з родини кволових (Dasyuridae). Етимологія: вид названо на честь Альфреда Рассела Воллеса (англ. Alfred Russel Wallace, 1823–1913), англійського натураліста, еволюціоніста, географа й антрополога, одного з гігантів вікторіанської науки. Myoictis wallacei розглядався як підвид Myoictis melas. Нещодавно було показано, що морфологічно і генетично, що це окремий вид. Синонім: Myoictis wallacii.

## Опис
Вид мешкає на острові Ару й південній низовині острова Нова Гвінея. Діапазон проживання за висотою: 0 —923 м над рівнем моря. Живе у низинному вологому тропічному лісі й галерейному лісі. Це наземний і денний вид. 

## Загрози та охорона
Основні загрози невідомі. У межах ареалу виду знаходяться природоохоронні території, але M. wallacei тільки одного разу був зареєстрований на одній з них. 